# ساوريمو
ساوريمو هي بلدية في أنغولا، تقع في مقاطعة لوندا سول ، وهي عاصمتها، بلغ عدد سكانها 200,000 نسمة.